# Itapetim
Itapetim è un comune del Brasile nello Stato del Pernambuco, parte della mesoregione del Sertão Pernambucano e della microregione della Vale do Pajeú. È composto da tre distretti (distritos) principali: il distretto-sede (Itapetim), São Vicente e Piedade do Ouro.

## Attitività economica
La principale attività economica a Itapetim include l’agricoltura, con coltivazioni sia permanenti che stagionali. Ci sono anche le partecipazioni dell'allevamento e del commercio al dettaglio.